# Roman Wojciechowski & Czarne Komety z Południa
Roman Wojciechowski & Czarne Komety z Południa – Złote przeboje lat 60-tych – druga płyta Romana Wojciechowskiego. Jedyny album zespołu Czarne Komety z Południa. 

## O albumie
Formację Czarne Komety z Południa założył w 1991 roku Roman Wojciechowski. W skład zespołu wchodzili głównie muzycy wywodzący się ze śląskiego środowiska muzycznego, a więc związani z nurtem blues-rockowym. W 1993 roku zespół w składzie: R. Wojciechowski, A. Urny, J. Kawalec, K. Głuch, P. Wojtasik i K. Majerczyk nagrał płytę pt. Roman Wojciechowski & Czarne Komety z Południa. Na repertuar albumu złożyły się własne opracowania tematów rhythm and bluesowych. W 1994 roku z Czarnymi Kometami współpracował Dariusz Kozakiewicz (wystąpił z grupą na festiwalu Rawa Blues).

## Lista utworów
1. Come Together (The Beatles)
2. All Right Now (Free)
3. It's All Over Now (Rolling Stones)
4. Man's Man's World (James Brown)
5. Last Time (Rolling Stones)
6. It's My Life (Animals)
7. Walking The Dog (Rolling Stones)
8. Gimme Some Lovin (Spencer Davis Group)
9. Heartache Tonight (Eagles)
10. Hit The Road Jack (Ray Charles)
11. World Is A Ghetto (War)
12. You Really Got Me (Kinks)
13. Baby Can I Take You Home (Animals)
14. Proud Mary (Creedence Clearwater Revival)
15. Sittin' On The Dock Of The Bay (Otis Redding)

## Wykonawcy
- Roman Wojciechowski – śpiew, harmonijka ustna
- Andrzej Urny – gitara
- Krzysztof Głuch – instrumenty klawiszowe
- Piotr Wojtasik – trąbka
- Jerzy Kawalec – gitara basowa
- Kuba Majerczyk – perkusja

## Personel[1]
- Piotr Swadźba – realizacja
- Piotr Luczyk i Alfred Sosgórnik – produkcja
- Piotr Łyczkowski – projekt okładki
- Nagrania zrealizowano w Deo Recording Studio w Wiśle
- Płyta promowana przez Radio TOP Katowice